# Torre de televisión de Brasilia
La Torre de Televisión de Brasilia, llamada también por los brasileños como “Torre de TV”, fue inaugurada en 1967 con antenas de emisoras de radio y televisión, en Brasilia, capital de Brasil. Es uno de los principales monumentos y uno de los que más llama la atención cuando se cruza el puente Juscelino Kubitschek. Está localizada en el Eje Monumental de Brasilia y forma parte del Patrimonio de la Humanidad.
Con sus 224 metros de altura, la Torre de Televisión es considerada la cuarta torre más alta de Brasil, después del “Observatório de Torre Alta da Amazônia” (ubicado cerca de Manaus, dentro de la Floresta Amazónica y con 325 m), de la “Interligação Tucuruí-Macapá-Manaus” (conecta casi toda la región norte de Brasil, cruza el río Amazonas y llega hasta 295 m) y de la “Torre de la radio Gaucha” (ubicada en Guaíba, Río Grande del Sur y tiene cerca de 230 m).
Posee un mirador panorámico a 75 m de altura con capacidad para 150 personas y dos atracciones turísticas localizadas junto a su base (una tradicional feria de artesanías y la plaza de las Fuentes). Enfrente se encuentra la escultura "Era Espacial" de Alexandre Wakenwith.

## Historia
Lucio Costa, arquitecto y urbanista, que creó el plano urbanístico de la ciudad, proyectó también la Torre de Televisión con inspiración en la Torre Eiffel de Paris, Francia. Posteriormente, contó con la contribución de Joaquim Cardozo y Paulo Fragoso para los detalles de la construcción. 
Al principio, la Torre tenía 218 metros de altura y era considerada la cuarta torre más alta del mundo, estaba detrás solo de la Torre de Tokyo (333 m), de la Torre Eiffel (300 m) y de la Donauturm (256 m) que está ubicada en Viena.
En 1986 la altura de la Torre aumentó en 6 metros debido a la instalación de la antena del canal “Bandeirantes”.
La Torre de Televisión pasó por una revitalización en 2014 para recibir a los turistas que asistieron a la Copa Mundial de Fútbol en Brasília. La inversión fue de casi 12 millones de reales (moneda brasileña) e incluyó la reforma de la planta baja e inferior, estructuras para accesibilidad limitada, cambio de los tres ascensores y abertura de un Centro de Atención al Turista (CAT).

## Arquitectura
La estructura de la Torre de Televisión se caracteriza por una base de cemento aparente a 25 metros de altura y con tres pilares en formato de “V” y planta triangular, un mirador de acceso al público a 75 m y un piso subterráneo donde había estudios de televisión y radio hasta 2010.

## Atracciones

### Mirador
Por estar en el centro de la capital federal, el mirador posee una ubicación privilegiada para la observación de la ciudad y de sus regiones administrativas.  El mirador fue construido en 1965, dos años antes de la inauguración de la Torre. Tiene 75 metros de altura y capacidad para 150 personas.

### Feria de artesanías
Antes de la inauguración de la Torre de Televisión, el espacio debajo de la Torre fue ocupado por 16 artistas pioneros que querían un lugar para exponer sus artes. Después, la feria se volvió una de las mayores muestras culturales de la capital con casi 600 tiendas.
En 2010, el gobierno empezó a construir estructuras fijas para las tiendas y organizó el espacio de la feria. Todo quedó más limpio, reglamentado y accesible. El complejo ganó nuevas condiciones de accesibilidad en 2014, como ascensores y escaleras mecánicas entre la feria y la Torre. Se puede visitar la feria de viernes a domingo y en días festivos.

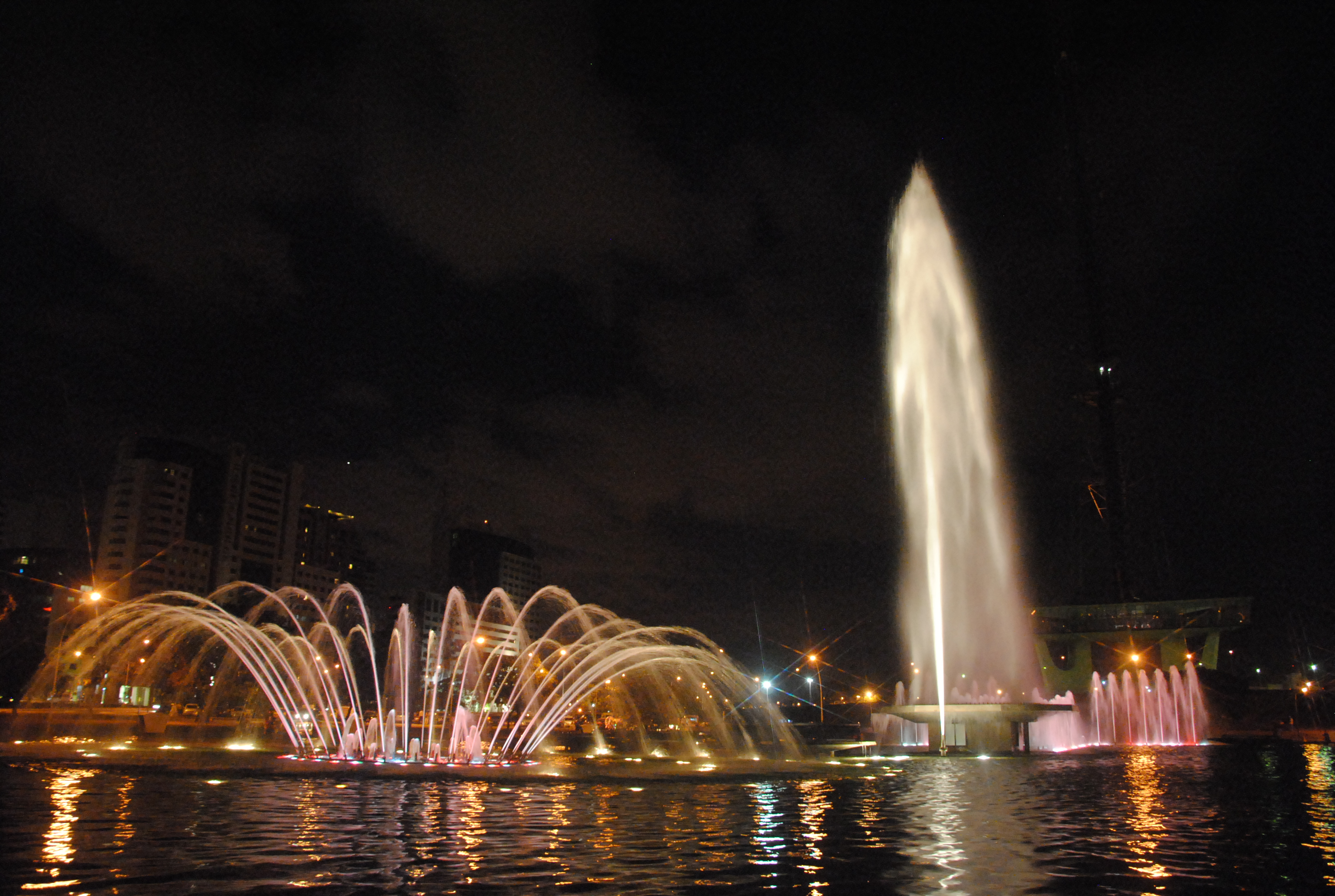
Fuente luminosa de la Torre de Televisión por la noche.

### Fuente luminosa
Frente a la Torre de Televisión está la Fuente luminosa que hace más bello el centro de Brasilia. El chorro principal llega a 50 metros de altura, siendo una de las más altas de América Latina. Además, tiene 80 metros de diámetro y dos mil boquillas de expulsión, lo que la sitúa entre las 10 más grandes del mundo.  
En el espectáculo de aguas de colores, utiliza casi 3.5 millones de litros de agua y dispone de un juego de luces y de sonidos.

### Escultura “Era espacial”
Muy cerca del piso bajo de la Torre de Televisión, se encuentra una escultura llamada “Era especial” de Alexandre Wakenwith, conocida popularmente como “Berimbau” por la semejanza con el instrumento musical brasileño típico. Tiene 12 metros de altura y está hecha de bronce. 

### Museo de las Gemas
El Museo de las Gemas es una exposición permanente de piedras preciosas que está en el primer piso de la torre, en el salón panorámico, en donde antes había un restaurante que funcionó hasta 1996. Son más de 3.000 piedras brasileñas en estado bruto o lapidado. Hay una variedad de gemas como esmeraldas, diamantes, rubís, aguamarinas y una rareza que es “Alexandrita”, encontrada solo en Rusia y en Paraiba, nordeste de Brasil.
El Museo fue inaugurado en 1996 y posee también un bar y un laboratorio que hace análisis de gemas. Se estima que el valor total de todo el acervo es de 1 millón de reales. SEBRAE (Servicio de Apoyo a Micro y Pequeñas Empresas) es el órgano responsable de la administración de este museo. El museo tiene el objetivo de difundir información sobre minerales, gemas, joyas y demás aspectos relacionados tanto de Brasil como del exterior.
En esta área es posible también contemplar un panel de azulejos de 1967 hecho por Athos Bulcão, renombrado artista brasileño. Sus cifras geométricas, que varían en color y forma, dan al observador una impresión de ritmo y movimiento.